# Epiphragma caninotum
Epiphragma caninotum är en tvåvingeart som beskrevs av Alexander 1931. Epiphragma caninotum ingår i släktet Epiphragma och familjen småharkrankar. Inga underarter finns listade i Catalogue of Life.